# 法國新浪潮
法國新浪潮（法語：La Nouvelle Vague）是影評人對於1950年代末至1960年代的一些法國導演團體所給予的稱呼，他們主要受到意大利新现实主义與古典好莱坞电影的影響。法國新浪潮的特色在於，導演不只主導電影，更成為電影的作者和創作人。風格特色包括快速切換場景鏡頭等創新剪接手法，或是像「跳接」，在整體敘事上製造突兀不連貫效果。
法國新浪潮的主要代表人物包括路易·馬盧（Louis Malle）、楚浮（François Truffaut）、安妮·華達（Agnès Varda）、尚盧·高達（Jean-Luc Godard）、埃里克·侯麥、克勞德·夏布洛與賈克·希維特（Jacques Rivette）等人。
该术语最早由一群与《電影筆記》杂志相关的法国电影评论家和电影爱好者在1950年代末和1960年代初使用。这些评论家拒绝主流法国电影的“Tradition de qualité”（“品质传统”），该传统强调工艺胜过创新，旧作品胜过实验。这在特吕弗1954年的宣言式论文《法国电影的一种趋势》中表现得尤为明显，他在论文中谴责了将安全的文学作品改编成缺乏想象力的电影。与特吕弗一起，包括让-吕克·戈达尔、埃里克·侯麦、雅克·里维特和克劳德·夏布洛在内的《电影手册》的许多作家成为新浪潮电影的领军人物。相关的左岸电影社区包括如阿兰·雷奈、阿涅斯·瓦尔达、雅克·德米和克里斯·马克等导演。
使用便携式设备，几乎不需要设置时间，新浪潮电影制作方式常常呈现出纪录片风格。电影在胶片上展示了直接的声音，所需的亮度较低。拍摄技巧包括碎片化、不连续的剪辑和长镜头。现实主义、主观性和作者评论的结合在叙事上产生了模糊性，即电影中提出的问题在结尾时并未得到解答。 
尽管与法语国家自然相关联，但这一运动在过去几十年里对许多其他国家的各种电影爱好者文化产生了持续的影响。英国和美国，作为主要讲英语的国家，值得关注。“厨房洗涤现实主义”作为一种艺术方法，在智力上挑战了英国的社交习俗和传统，例如美国“新真诚”亚文化的一些元素，这些元素涉及故意违背某些电影制作中的批评期望。

## 流派的起源
亚历山大·阿斯特鲁克的宣言《新前卫的诞生：摄影笔》，发表于 1948 年 3 月 30 日的《银幕》，概述了一些后来由弗朗索瓦·特吕弗和《电影手册》进一步阐述的观点。它认为，“电影正在成为与绘画和小说同等水平的新表达手段……一种艺术家可以通过它表达自己的思想，无论这些思想多么抽象，或者像当代论文或小说一样精确地翻译他的痴迷。这就是为什么我想将这个新的电影时代称为摄影笔时代。”
一些该群体中最杰出的先驱，包括弗朗索瓦·特吕弗、让-吕克·戈达尔、埃里克·罗默、克劳德·夏布洛尔和雅克·里维特，最初都是著名电影杂志《电影手册》的评论家。该杂志的共同创始人兼理论家安德烈·巴赞是该运动的显著影响来源。通过批评和编辑，他们为一系列在当时具有革命性的概念奠定了基础，美国电影评论家安德鲁·萨里斯称之为作者论。（原文法语《作者论》，直译为“作者政策”。）巴赞和亨利·朗格卢瓦，法国国家电影图书馆的创始人和馆长，是该运动的两位父亲形象。这些电影人重视导演在电影风格和剧本中个人视野的表达。
特吕弗还把美国电影《小逃犯》（1953）归功于露丝·奥金、雷·阿什利和莫里斯·恩格尔，这部电影帮助开启了法国新浪潮，他说：“如果没有年轻的美国人莫里斯·恩格尔向我们展示了独立制作的途径，我们的新浪潮永远不会出现。”
作者理论认为，导演是他们电影的“作者”，其个人风格在每部电影中都有所体现。他们赞扬了让·雷诺阿和让·维果的电影，并为奥森·威尔斯、约翰·福特、阿尔弗雷德·希区柯克和尼古拉斯·雷等好莱坞电影制片厂导演的艺术成就和伟大进行了当时具有革命性的辩护。新浪潮的开端在一定程度上是《电影手册》作家们通过自己执导电影来将这种哲学应用于现实的一次实践。
除了让让·鲁什的电影在运动中扮演的角色外，夏布洛尔的《美丽的赛尔热》（1958）传统上（但存在争议）被认为是第一部新浪潮电影。阿涅斯·瓦尔达的《短波》（1955）在时间上是最早的，但直到 2008 年才商业发行。特吕弗的《四百击》（1959）和戈达尔《呼吸》（1960）都取得了意想不到的国际成功，无论是批评上还是财务上，这些都使世界的注意力转向新浪潮的活动，并使这一运动得以繁荣。他们的一部分技术是描绘那些在经典意义上不易被标记为主角的角色。
这个时代的作者们，他们的受欢迎程度归功于他们从年轻观众那里得到的支持。这些导演中的大多数出生于 20 世纪 30 年代，在巴黎长大，能够理解他们的观众可能的生活体验。他们高度关注时尚、城市职业生活和通宵派对，完美捕捉了法国年轻人的生活。 
法国新浪潮大约在 1958 年至 1962 年期间流行。二战后不久的社会经济力量对该运动产生了强烈影响。政治和财政枯竭，法国倾向于回归到旧有的战前流行传统。其中一种传统是直接叙事电影，特别是古典法国电影。该运动起源于对过去形式（通常改编自传统小说结构）的依赖的反抗，特别是批评这些形式如何迫使观众屈服于独裁的情节线。他们特别反对法国“高质量电影”，这类高格调、文学性的时期电影在法国电影节上备受推崇，通常被视为“不可触及”的批评对象。
新浪潮评论家和导演研究了西方经典作品，并应用了新的前卫风格方向。低成本的方法帮助电影制作者把握了本质的艺术形式，并找到了对他们来说更加舒适和当代的生产形式。查理·卓别林、阿尔弗雷德·希区柯克、奥森·威尔斯、霍华德·霍克斯、约翰·福特、山姆·富勒和唐·西格尔受到人们的钦佩。法国新浪潮受到意大利新现实主义和经典好莱坞电影的影响。
在 1961 年的一次采访中，特吕弗表示“新浪潮”既不是一个运动，也不是一个学派，更不是一个团体，而是一种品质；并在 1962 年 12 月发布了一份自 1959 年以来首次拍摄长片的 162 位电影导演名单。其中许多导演，如埃德蒙·阿格拉巴和亨利·扎菲拉托斯，并没有像新浪潮的知名成员那样成功或持久，今天也不会被视为新浪潮的一部分。特吕弗发布的名单公布后不久，戈达尔公开宣称新浪潮更为排他，仅包括特吕弗、夏布罗尔、里维埃、罗默和他自己，并表示“电影手册派是运动的中心”。戈达尔还承认雷内、阿斯特鲁克、瓦尔达和德米等电影制作者为尊敬的同代人，但认为他们代表了“他们自己的文化基金”，并独立于新浪潮之外。 
许多与新浪潮运动相关的导演继续在 21 世纪制作电影。

## 新浪潮代表人物

### 《電影筆記》導演
- 克勞德·夏布洛（Claude Chabrol）
- 尚盧·高達（Jean-Luc Godard）
- 賈克·希維特（Jacques Rivette）
- 艾力·侯麥（Éric Rohmer）
- 法蘭索瓦·楚浮（François Truffaut）[3]

### 左岸導演
- 雅克·德米（Jacques Demy）
- 克里斯·馬克（Chris Marker）
- 亞倫·雷奈（Alain Resnais）
- 安妮·華達（Agnès Varda）[3]

### 其他相關導演
- 亞歷山大·阿斯特呂克（Alexandre Astruc）
- 雅克·多尼奧爾-瓦爾克羅茲（Jacques Doniol-Valcroze）
- 尚·杜謝（Jean Douchet）
- 瑪格麗特·莒哈絲（Marguerite Duras）
- 尚·尤斯塔奇（Jean Eustache）
- 喬治·弗朗敘（Georges Franju）
- 菲利普·卡瑞（Philippe Garrel）
- 皮埃爾·卡斯特（Pierre Kast）
- 威廉·克萊因（William Klein）
- 路易·馬盧（Louis Malle）
- 尚-皮耶·梅爾維爾（Jean-Pierre Melville）
- 盧·穆萊（Luc Moullet）
- 阿蘭·羅伯-格里耶（Alain Robbe-Grillet）
- 尚·胡許（Jean Rouch）
- 賈克·侯吉耶（Jacques Rozier）
- 史特勞普和蕙葉（Jean-Marie Straub et Danièle Huillet）
- 羅傑·瓦迪姆（Roger Vadim）[3]

### 其他合作者
- 拉烏爾·庫塔爾（Raoul Coutard）— 攝影
- 亨利·達西（Henri Decaë）— 攝影
- 喬治·德勒呂（Georges Delerue）— 作曲
- 保羅·傑高夫（Paul Gégauff）— 編劇
- 米榭·李葛蘭（Michel Legrand）— 作曲
- 馬里盧·帕羅利尼（Marilù Parolini）— 攝影、編劇
- 蘇珊娜·希夫曼（Suzanne Schiffman）— 編劇

### 理論影響者
- 亞歷山大·阿斯特呂克（Alexandre Astruc）
- 安德烈·巴贊（André Bazin）
- 羅伯特·布列松（Robert Bresson）
- 亨利·朗格盧瓦（Henri Langlois）
- 羅傑·倫哈特（Roger Leenhardt）

### 理論追隨者
- 喬納森·羅森堡（Jonathan Rosenbaum）
- 安德魯·薩里斯（Andrew Sarris）

## 新浪潮的代表電影
- 《短角情事》（法語：La pointe courte，1955年）
- 《俊男塞吉》（法語：Le Coup du berger，1958年）
- 《表兄弟》（法語：Les cousins，1959年）
- 《獅子星座》（法語：Le Signe du Lion，1959年）
- 《四百擊》（法語：Les quatre cents coups，1959年）
- 《廣島之戀》（法語：Hiroshima mon amour，1959年）
- （法語：À bout de souffle，1960年）
- 《巴黎屬於我們》（法語：Paris nous appartient，1961年）
- 《蘿拉（法语：Lola (film, 1961)）》（法語：Lola，1961年）
- 《堤》（法語：La Jetée，1962年）

## 表現手法
新浪潮的導演擅長運用突兀剪接、跳切、拼貼式風格來創造時空的曖昧性，十分重視拍攝的自由度及追求電影與現實的開放性，往往只藉由簡單的腳本拍片，以即興、自發的拍攝方式，呈現混亂、秩序失衡的世界中的人物。
新浪潮電影更注重表現真實生活，具寫實性。例如：《四百擊》（Les quatre cents coups）、《二十歲的愛情》(20 ans d'écart）等等，卻與新現實主義有所不同，新浪潮電影除了強調寫實以外，更強調個人色彩，與個人內心世界，像是《克萊兒的膝蓋》（Le Genou de ClaireLe）之中，除了豐富的對話外，此電影亦透過人物的言行，刻畫人物的微妙心理。法國導演尚盧·高達強調電影應該要反映現實世界，他的電影《週末》（Week-end）中有一整段塞車片段長達8分鐘，讓觀眾能細細品味電影中的細節，並充分展現現實。
新浪潮電影強調電影時空的節奏感，使用大量的長鏡頭、景深鏡頭的攝影方式，以及靈活的移動攝影，安德烈·巴贊在《攝影影象的本體論》（The Ontology of Photographic Image）中說：「攝影機鏡頭擺脫了陳舊偏見，清除了我們的感覺蒙在客體上的精神鏽斑，唯有這种冷眼旁觀的鏡頭能夠還世界以純真的面貌，吸引我的注意，從而激起我的眷戀」。由此可知新浪潮電影常使用長鏡頭，讓觀眾跳脫電影，以旁觀者的角度去觀看電影，以呈現世界最真實的面貌。像是電影《四百擊》中的少年安坦跑至海灘，感到迷茫，此處使用三個長鏡頭結合而成的結尾成為電影史上的經典。

## 外部連結
- NewWaveFilm.com （页面存档备份，存于）